# Hermann Huß
Hermann Huß (20 ottobre 1933) è un ex cestista e allenatore di pallacanestro tedesco.

## Carriera
Con la Germania Est ha disputato due edizioni dei Campionati europei (1959, 1961).